# Orcula austriaca
Orcula austriaca е вид коремоного от семейство Orculidae.

## Разпространение
Видът е разпространен в Австрия.